# 穆罕默德·伊夫提·汗
穆罕默德·伊夫蒂哈尔·“伊夫提”·汗·明哈斯少将（1907年1月10日—1949年12月13日） ，统称为伊夫提·汗。是一名英属印度和巴基斯坦的军官。他是巴基斯坦陆军参谋长的有力竞争者，原定于接替道格拉斯·格雷西将军担任第一位出身次大陆本土的巴基斯坦陆军参谋长。但他在就任之前在一次空难中丧生。

## 早年
伊夫提·汗生于杰格瓦尔拉杰普特穆斯林中的明哈斯部落。他的父亲是一名地主，曾在一支皇家印度陆军骑兵部队担任总督委任军官。伊夫提有九个兄弟和四个姐妹。包括他在内的六人当上将军，包括少将穆罕默德·阿克巴尔、少将穆罕默德·安瓦尔、准将穆罕默德·阿夫扎尔、准将穆罕默德·扎法尔和准将穆罕默德·尤索夫。另外三个兄弟巴基尔、达希和马苏德选择了平民职业。

## 军事生涯
在就读于桑德赫斯特皇家军事学院之后，1929年8月29日，伊夫提·汗被任命为皇家印度军队少尉。然后，他在曼彻斯特团第二营服役了一年。
伊夫提·汗于1930年10月16日转到皇家印度陆军，并被派往第七轻骑兵队。1931年11月29日，他晋升为中尉。然后，他于1932年10月1日转到第三骑兵队，这是一个全部由印度人主导的团。1938年8月29日晋升为上尉，1937年8月1日至1938年4月18日任团军需军士长，1938年4月19日至1940年8月5日任团副官。1940年8月7日，他被任命为该团参谋长。
从1941年12月17日开始，伊夫提·汗加入第二印度装甲军训练中心。1943年1月，他是锡兰陆军司令部司令部的二级总参谋长。
1943年7月，他在奎达指挥参谋学院担任2级总参谋，军衔为中校。直到1944年4月。
1945年初，他是第45骑兵的临时少校和二把手。第45骑兵是一支战争组建的装甲部队，当时在缅甸服役，后来被派往第七轻骑兵团担任少校军官和二把手。
他于1946年8月29日晋升为少校。1946年9月至12月，作为同盟国占领军的一部分，他在东京指挥第七轻骑兵团。
在1947年8月的印巴分治时，伊夫提·汗宣誓效忠巴基斯坦并加入巴基斯坦陆军。他很快被提升为少将，并于1948年1月1日担任第10师的指挥官。
伊夫提·汗被提名为道格拉斯·戴维·格雷西将军退休后巴基斯坦军队的第一位出身次大陆穆斯林家庭的陆军参谋长。他的级别高于后来的巴基斯坦总统阿尤布·汗上将。
在阿尤布·汗的书《朋友，而不是主人》中，他说，“英国人支持伊夫提少将，他脾气暴躁，很难相处。”

## 遇难
1949年12月13日太平洋标准时间晚上10时，伊夫提·汗还没来得及上任，就与谢尔·汗准将等24人一起在巴基斯坦航空公司的一起空难中丧生。
这架飞机从拉合尔飞往卡拉奇时，在距离卡拉奇102公里、距离最近的一个救援基地几英里远的某村庄附近坠毁。
伊夫提·汗少将当时飞往前往卡拉奇后转机前往英国参加一次培训课程的途中。

## 更多阅读
- Barua, Pradeep. The Army Officer Corps and Military Modernisation in Later Colonial India
- Sharma, Gautam. Nationalisation of the Indian Army